# Frederic E. Davison

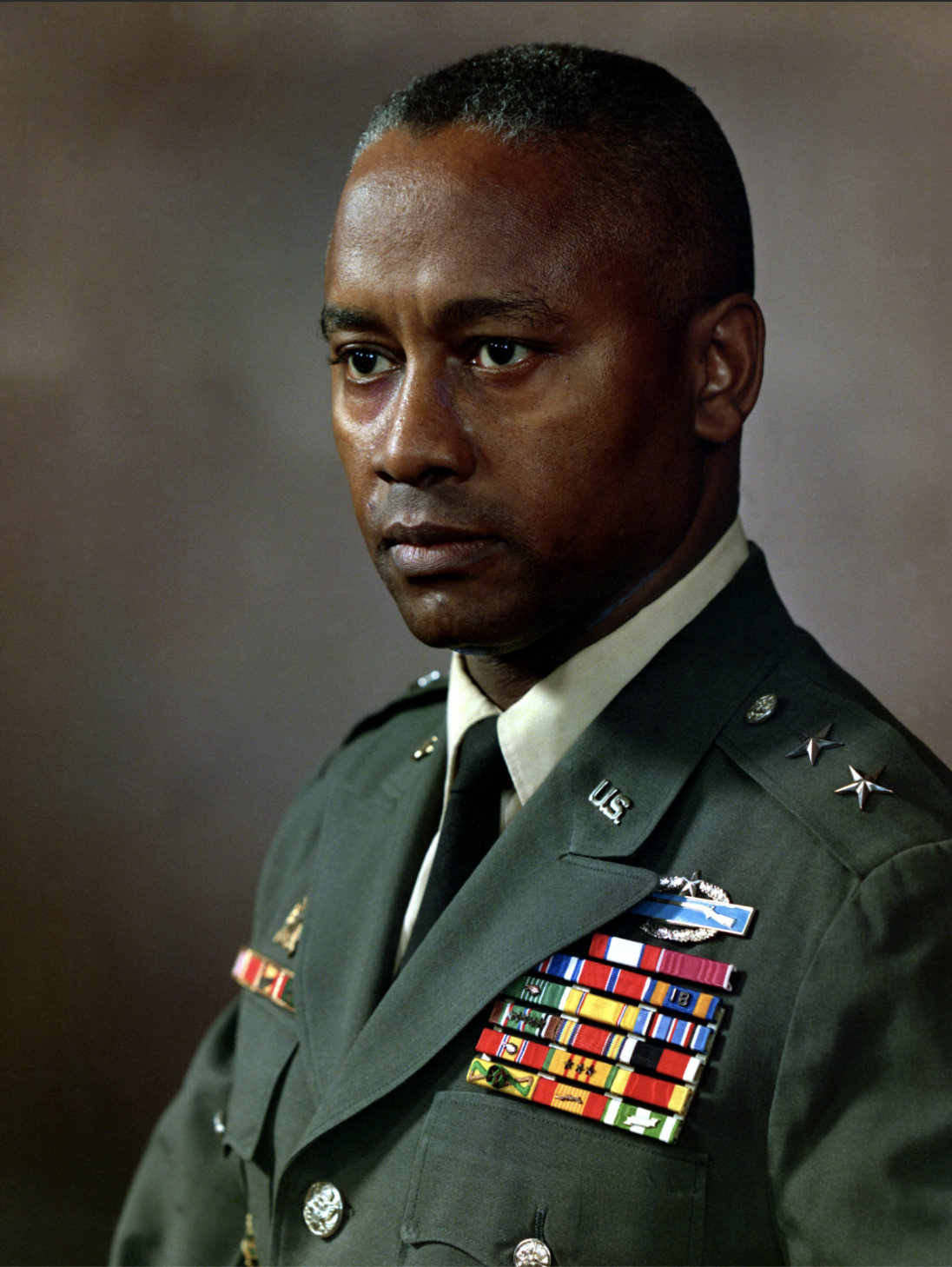
Frederic E. Davison (1991)

Frederic Ellis Davison (* 28. September 1917 in Washington, D.C.; † 24. Januar 1999 ebenda) war ein Generalmajor der United States Army. Er war unter anderem Kommandeur der 8. Infanteriedivision.
Frederic Davison besuchte die öffentlichen Schulen seiner Heimat einschließlich der Dunbar High School. Dann absolvierte er im Jahr 1938 die private afroamerikanische Howard University. Über deren ROTC-Programm gelangte er in das Offizierskorps des US-Heeres. Dort wurde er als Leutnant zunächst der Reserve zugeteilt. In der Zwischenzeit setzte er sein Studium in den Fächern Chemie und Zoologie fort. Ab März 1941 gehörte er als aktiver Offizier dem US-Heer an. In der Armee durchlief er anschließend alle Offiziersränge vom Leutnant bis zum Zwei-Sterne-General.
Im Lauf seiner militärischen Karriere absolvierte Davison verschiedene Kurse und Schulungen. Dazu gehörten unter anderem die Infantry School, das Command and General Staff College und das United States Army War College.
Zum Zeitpunkt seines Dienstantritts bei der US-Army war diese noch entsprechend der Rassentrennung organisiert. Aufgrund seiner afroamerikanischen Herkunft wurde Davison damals Einheiten zugeordnet, die ebenfalls aus afroamerikanischen Soldaten bestanden. Zunächst wurde er Zugführer in einer Kompanie die der 92. Infanteriedivision unterstand. Mit dieser Division wurde er während des Zweiten Weltkriegs auf dem atlantischen Kriegsschauplatz eingesetzt. Dort nahm er als Kompaniechef unter anderem am Italienfeldzug der Alliierten Truppen teil. Später beschwerte er sich über die vergleichsweise mangelhafte Ausbildung und Ausrüstung seiner afroamerikanischen Soldaten.
Nach dem Ende des Kriegs nahm Davison eine Auszeit vom Militärdienst und begann ein Medizinstudium an der Howard University, das er aber nicht beendete. Im Jahr 1947 kehrte er in den Militärdienst zurück, wo er bis 1950 in South Carolina als Dozent im Rahmen des ROTC-Programms tätig war. In diese Zeit fiel im Jahr 1948 die vom Präsidenten Harry S. Truman erlassene Aufhebung der Rassentrennung in den Streitkräften. In der Folge wurde Davison auch als Dozent am Army Command and General Staff College in Fort Leavenworth tätig.
In den 1950er und Anfang der 1960er Jahre absolvierte er den für Offiziere in den jeweiligen Rangstufen üblichen Dienst in verschiedenen Einheiten und Standorten. Dazu gehörten auch Aufgaben als Stabsoffizier in verschiedenen Hauptquartieren. In jener Zeit war er auch in Deutschland und Südkorea stationiert. Damals absolvierte er auch die oben angeführten Schulen. Später war er Stabsoffizier im Pentagon und Kommandeur einer Ausbildungsbrigade in Texas.
In den Jahren 1967 und 1968 wurde Frederic Davison im Vietnamkrieg eingesetzt. Dort war er zunächst stellvertretender Kommandeur der 199. Infanteriebrigade. Nach der Verwundung des bisherigen Kommandeurs wurde er neuer Kommandeur dieser Brigade. Diese Zeit wurde von der nordvietnamesischen Tet-Offensive überschattet.
Ebenfalls im Jahr 1968 erreichte Davison mit seiner Beförderung zum Brigadegeneral einen Generalsrang. Er war damit erst der zweite Heeresoffizier afroamerikanischer Herkunft, der diesen Rang erreichte. Ein weiterer Offizier aus dieser Gruppe hatte es zwischenzeitlich bei der United States Air Force zum Brigadegeneral gebracht, damit war er unter Einbeziehung der Luftwaffe der dritte afroamerikanische Offizier im Generalsrang überhaupt. Im Jahr 1971 erfolgte seine Beförderung zum Generalmajor.
Nach zwischenzeitlich anderen Verwendungen erhielt Frederic Davison im Mai 1972 als Nachfolger von Donald V. Rattan das Kommando über die in Bad Kreuznach stationierte 8. Infanteriedivision. Damit war er der erste Divisionskommandeur der amerikanischen Armee mit afroamerikanischer Herkunft. Diesen Posten bekleidete er bis zum Oktober 1973 als Joseph C. McDonough seine Nachfolge antrat.
Nach dem Ende seiner Zeit als Divisionskommandeur wurde Davison nach Washington, D.C. versetzt, wo er ab dem 12. November 1973 den dortigen Militärbezirk kommandierte. Auch auf diesem Posten war er der erste Afroamerikaner. Dieses Kommando behielt er bis zum 22. September 1974. Anschließend schied er aus dem aktiven Militärdienst aus.
Nach seiner Pensionierung arbeitete er bis 1985 im Vorstand der Howard University, wo er die Einführung von Computern förderte. Er starb am 24. Januar 1999 und wurde auf dem amerikanischen Nationalfriedhof Arlington beigesetzt.

## Orden und Auszeichnungen
Frederic Davison erhielt im Lauf seiner militärischen Laufbahn unter anderem folgende Auszeichnungen:
- Army Distinguished Service Medal
- Legion of Merit
- Bronze Star Medal
- Distinguished Flying Cross
- Air Medal
- Army Commendation Medal